# Aeroportul Cobb County
Aeroportul Cobb County (IATA: RYY, ICAO: KRYY, FAA LID: RYY) este un aeroport din Kennesaw⁠(d), Comitatul Cobb, Georgia, Statele Unite ale Americii ce deservește zona Atlanta. Aeroportul a fost tranzitat în 2019 de 292 de pasageri.
Situat la o altitudine de 317 m, aeroportul dispune de 1 pistă.

## Infrastructură

### Piste
Aeroportul dispune de o singură pistă. Pista 09/27 are suprafața de beton și dimensiunile 6.295 picioare × 100 picioare. 